# Torsten Thysell
Ernst Torsten Thysell, född 8 juni 1906 i Båstads församling, Kristianstads län, död 28 november 1981 i Lund, var en svensk barn- och ungdomspsykiater. 
Thysell, som var son till folkskollärare Ernst Thysell och Hella Nilsson, avlade studentexamen i Lund 1924, blev medicine kandidat vid Lunds universitet 1929 och medicine licentiat där 1935. Han var tillförordnad underläkare vid barnbördshuset på Malmö allmänna sjukhus, medicinska kliniken på Sahlgrenska sjukhuset, Renströmska sjukhuset i Göteborg och Lillhagens sjukhus 1935–1939, underläkare vid medicinska kliniken på Sahlgrenska sjukhuset 1939–1940 och psykiatriska kliniken där 1943–1946, på Göteborgs barnsjukhus 1941–1943, extra läkare i Jämtlands läns psykiska barna- och ungdomsvård 1946–1947, blev chefläkare i Värmlands läns psykiska barna- och ungdomsvård 1948, var överläkare vid barn- och ungdomspsykiatriska kliniken på Karlstads lasarett 1961–1966 och var överläkare vid ungdomskliniken på Sankt Lars sjukhus i Lund från 1966. Han var överläkare vid Råby yrkesskola 1966 och extra ordinarie amanuens på socialmedicinska institutionen vid Göteborgs universitet 1965–1966. Han författade skrifter i medicin, pediatrik, barnpsykiatri och socialmedicin. Torsten Thysell är begravd på Norra kyrkogården i Lund.